# The Dead Zone (filme)
The Dead Zone é um filme de suspense dos Estados Unidos de 1983, produzido por David Cronenberg.

## Resumo
Johnny Smith (Christopher Walken) é um professor de literatura que estava prestes a casar-se quando sofre um acidente de carro e fica cinco anos em coma.
Ao recuperar a consciência, descobre que perdeu a sua carreira e Sarah Bracknell (Brooke Adams), a sua noiva, mas em compensação ganhou poderes paranormais que o permitem prever o futuro.
Assim, ele tem o poder de alterar o curso dos acontecimentos e este é o seu dilema: interferir ou sofrer sozinho, sabendo das tragédias que estão por acontecer.

## Elenco
- Christopher Walken (Johnny Smith)
- Brooke Adams (Sarah Bracknell)
- Tom Skerritt (Xerife Bannerman)
- Herbert Lom (Dr. Sam Weizak)
- Anthony Zerbe (Roger Stuart)
- Colleen Drewhurst (Henrietta Dodd)
- Martin Sheen (Greg Stillson)
- Nicholas Campbell (Frank Dodd)
- Sean Sullivan (Herb Smith)
- Jackie Burroughs (Vera Smith)
- Géza Kovács (Sonny Elliman)
- Roberta Weiss (Alma Frechette)
- Simon Craig (Chris Stuart)

## Prémios e nomeações
- Ganhou o prémio Saturn no Academy of Science Fiction, Fantasy & Horror Films na categoria de:
  - Melhor Filme de Terror
- Ganhou o prémio dos Críticos para David Cronenberg no Avoriaz Fantastic Film Festival
- Ganhou o prémio da Audiência para David Cronenberg no Fantafestival